# Cachapoal (prowincja)
Cachapoal – prowincja w Chile, w północno-wschodniej części regionu O’Higgins. Stanowi jedną z trzech prowincji regionu. Siedzibą administracyjną jest miasto Rancagua. Prowincja ma powierzchnię 7 516,7 km², a w 2021 roku zamieszkiwało ją 712 411 mieszkańców.

## Podział administracyjny
W skład prowincji wchodzi 17 gmin:
- Codegua
- Coínco
- Coltauco
- Doñihue
- Graneros
- Las Cabras
- Machalí
- Malloa
- El Olivar
- Peumo
- Pichidegua
- Quinta de Tilcoco
- Rancagua
- Requínoa
- Rengo
- Mostazal
- San Vicente de Tagua Tagua

## Przemysł winiarski
W prowincji znajduje się region winiarski Cachapoal, który wchodzi w skład większego regionu Rapel. Szczepy najczęściej uprawiane w regionie to: merlot, cabernet sauvignon i carménère. 